# 슬랙티비즘

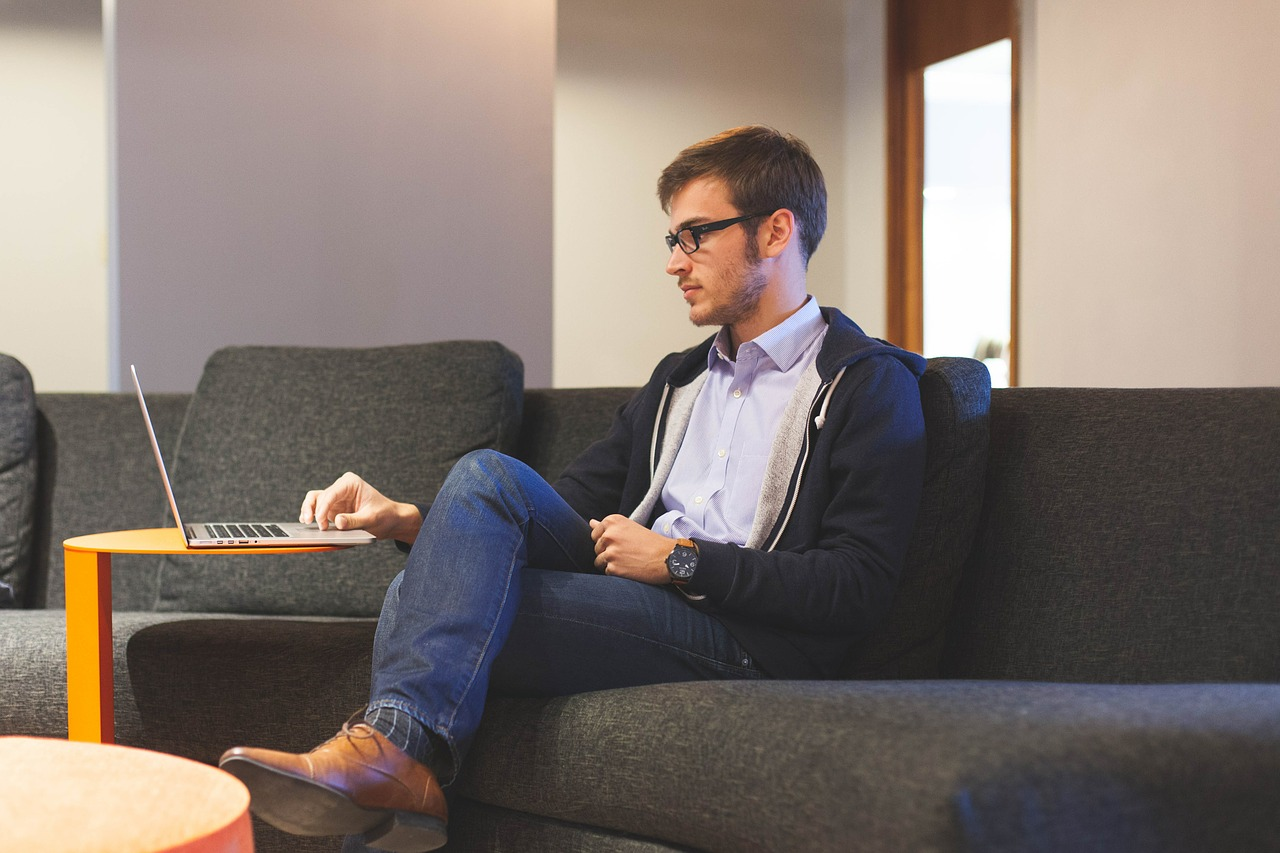

슬랙티비즘(영어: slacktivism)은 게으름뱅이(slacker)와 사회운동(activism)을 더한 복합어이다. 노력이나 부담을 지지 않고 사회운동을 하는 행위를 가리킨다.
이 용어는 사회에 의미가 있는 영향을 주지 않았는데 사회에 좋은 활동을 했다고 생각하는 자기만족적 행위에 대해 경멸을 담아 사용된다. 이러한 슬랙티비스트(슬랙티비즘에 해당하는 행위를 하는 사람)들의 행위는 대부분 개인의 노력이나 부담을 필요로 하지 않는다.

## 용법
「슬랙티비즘」의 조기의 사용예에는, 바나비 페다(Barnaby Feder)에 의한 뉴욕 타임즈의 기사(2002년 5월 29일), 「스스로가 바라고 있는 것에 관심을 가지지 않은 사람들」이 있다.
페다는, 사기 박멸 운동가로 en:Snopes.com의 바바라 미켈손(Barbara Mikkelson)이 상기의 슬랙티비즘의 예로 준 것 같은 행위를 하고 있는 사람들에 대해 쓴 표현을 인용했다. 「의자에 앉은 채로 무엇인가 좋은 일을 하려는 사람들의 욕망……슬랙티비즘에는 지긋지긋.(원문: It's all fed by slacktivism ... the desire people have to do something good without getting out of their chair.)」
아메리카 합중국의 일간지인 뉴스데이(en:Newsday)의 기자 몬티 환(Monty Phan)도 조기에 이 용어를 사용했다. 2001년 2월 27일의 기사의 타이틀을 「넷은, 슬랙티비즘/좋은 일을 하는 사람들로 넘치고 있다(원문: On the Net, "Slacktivism' / Do-Gooders Flood In-Boxes.)」고 했다.
이 용어는, 사회에 의미가 있는 영향을 주지 않았는데 사회에 있어서 좋은 활동을 했다 생각하는 자기만족적 행위에 대해 경멸을 담아 사용됐다.

## 유래
이 용어는, 1995년의 코너 돌 페스티벌에서 드와이트 오자드(Dwight Ozard)에 의해서 만들어졌다고 여겨지지만, 그 당시의 의미는 현재의 아래는 다르다:오자드는, 사회적으로 조직한 것이 아니라, 개인 단독으로 독자적으로 나무를 심는 행위를 가리켜, 슬랙티비즘이라고 불렀다. 이것은, 젊은이 세대는 이전의 세대에 비해 사회운동에 흥미가 없다는 논조에 대한 반발이었다.
2002년에, 이 용어는 나태한 것을 기준으로 재정의되어 넓게 사용되게 되었다. 「슬랙티비스트」는, 직접적으로 사회운동을 실시하는 것을 피해 여분이라고도 할 수 있는, 해주지 않아도 좋은 일을 하는 사람들을 가리키게 되었다.

## 같이 보기
- 인식 리본
- 천 마리 학
- 메시아 콤플렉스